# 西村渉
西村 渉（にしむら わたる、1986年11月25日 - ）は、日本の元ラグビー選手。

## プロフィール
- 奈良県御所市出身。
- ポジションはスクラムハーフ(SH)。
- 身長 174cm、体重 75kg
- ニックネームはわたるさん。
- 関東代表候補に選ばれたことがある[1]。

## 来歴
中学2年生からラグビーを始めた。
2005年、御所工業高校卒業（2009年閉校）後、帝京大学に入る。
2009年、帝京大学卒業後、NTTコミュニケーションズシャイニングアークスに加入。
2018年、現役を引退した。